# Sudis (storia)

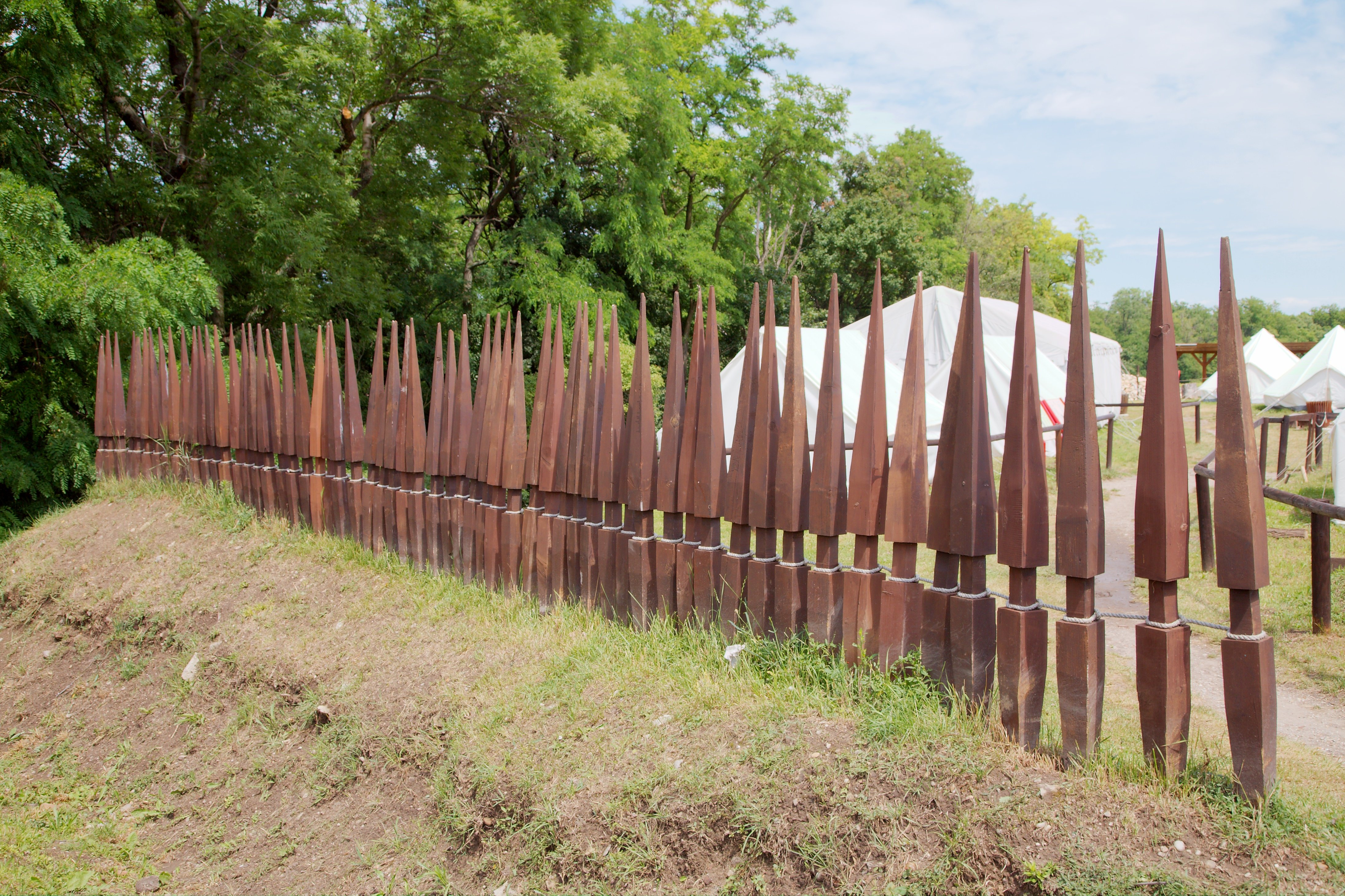
Insieme di sudis usata come linea temporanea di difesa

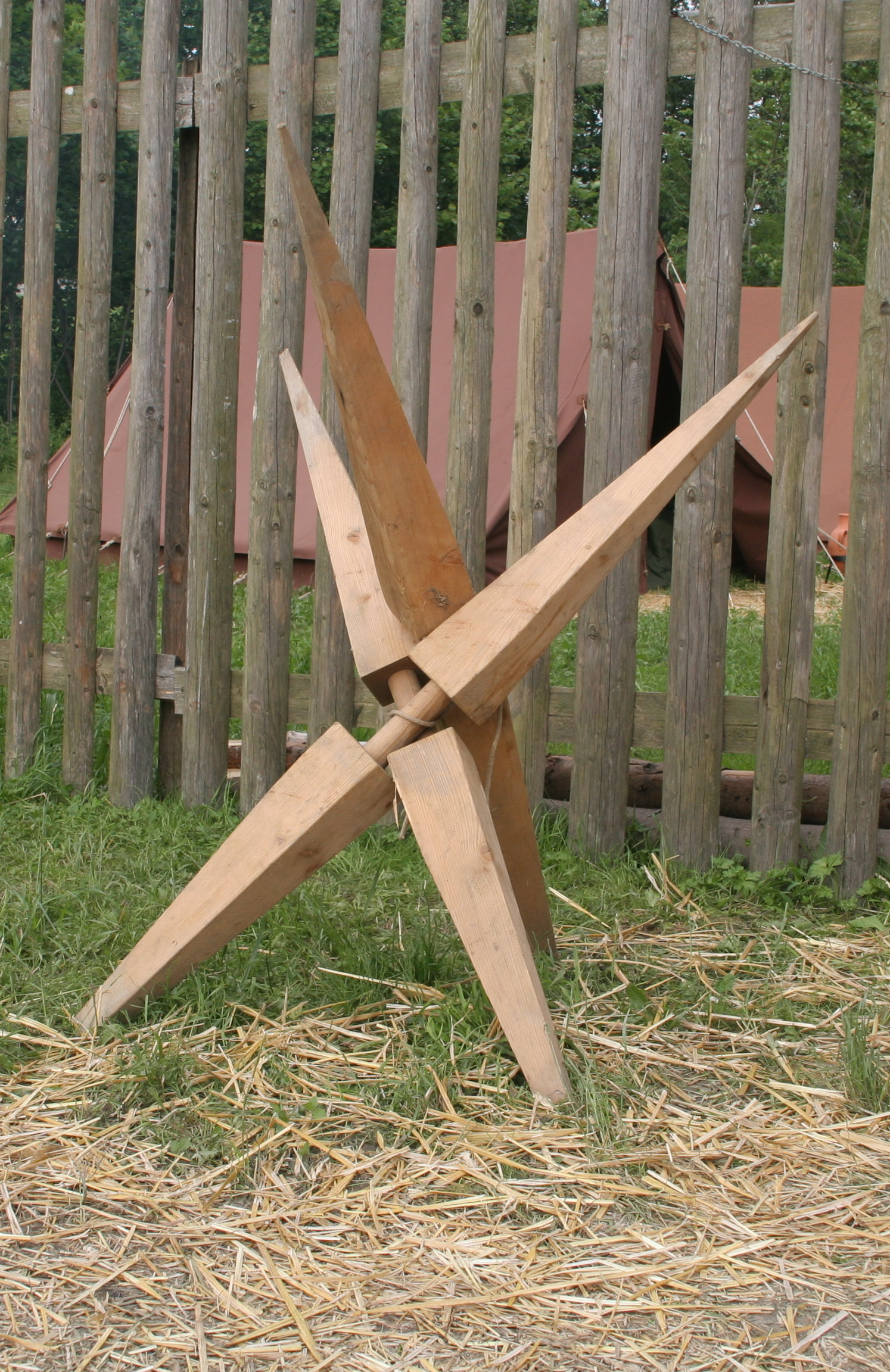
Due sudis legati (tentativo di costruire un primitivo cavallo di frisia)

Il sudis (plurale sudes) o anche conosciuto come pilum murale (plurale pila muralia) è una parola latina che indica un palo, usato dai legionari romani come un primo e temporaneo sistema di difesa.
Solitamente ogni soldato ne trasportava due. Ogni pezzo era fatto in legno duro, solitamente legno di quercia, alto circa 150, 180 cm e largo circa 5, 10 cm, con la forma appuntita alle estremità.